# Rosières-en-Haye
Rosières-en-Haye ist eine französische Gemeinde mit 248 Einwohnern (Stand: 1. Januar 2022) im Département Département Meurthe-et-Moselle in der Region Grand Est (bis 2015 Lothringen). Sie gehört zum Arrondissement Nancy (bis 2022: Arrondissement Toul) und ist Mitglied im Gemeindeverband Communauté de communes du Bassin de Pont-à-Mousson.

## Geografie
Rosières-en-Haye liegt etwa 17 Kilometer nordwestlich von Nancy und etwa 15 Kilometer nordöstlich von Toul im Regionalen Naturpark Lothringen. Umgeben wird Rosières-en-Haye von den Nachbargemeinden Rogéville im Nordwesten und Norden, Villers-en-Haye im Norden, Saizerais im Osten, Liverdun im Südosten und Süden, Jaillon im Süden und Südwesten, Avrainville im Südwesten und Westen sowie Manoncourt-en-Woëvre im Westen.
Gut 56 % der Gemeinde wird landwirtschaftlich genutzt, gut 12 % ist bewaldet. Die Route départementale D 907 (frühere Route nationale 407) verbindet die Gemeinde mit Tremblecourt im Westen und Saizerais im Osten.
Der Fernwanderweg GR 5 von Schengen (Luxemburg) nach Nizza durchquert das Gemeindegebiet.

## Wirtschaft
Im Gemeindegebiet liegt ein großer Teil des früheren Militärflugplatzes Toul-Rosières, dessen Fläche heute als Solarkraftwerk genutzt wird.

## Bevölkerungsentwicklung

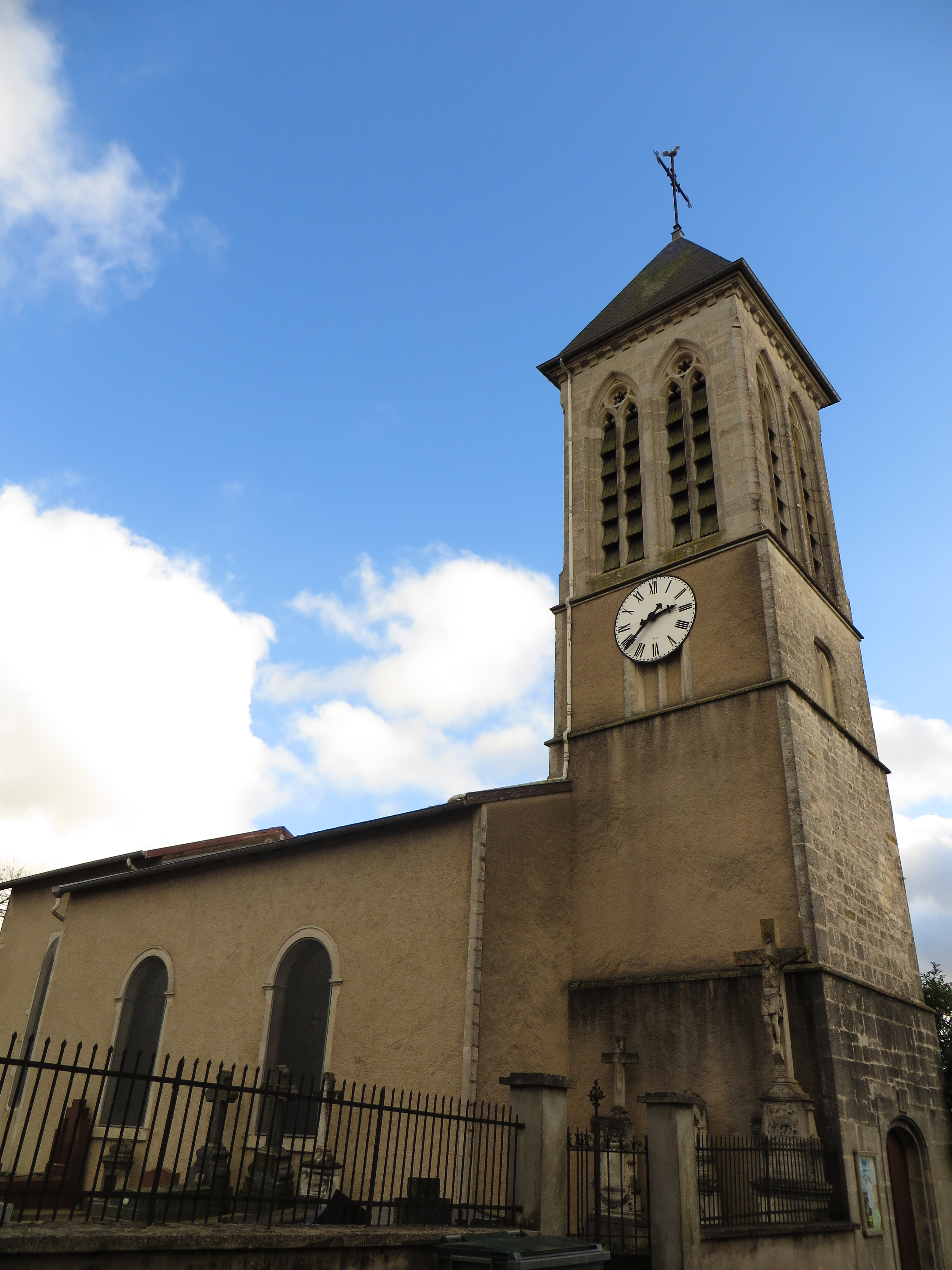
Kirche Saint-Pierre

| Jahr                       | 1962 | 1968 | 1975 | 1982 | 1990 | 1999 | 2006 | 2019 |
| Einwohner                  | 831  | 499  | 343  | 451  | 239  | 259  | 237  | 235  |
| Quellen: Cassini und INSEE |      |      |      |      |      |      |      |      |

## Sehenswürdigkeiten
- Kirche Saint-Pierre aus dem 18. Jahrhundert